# ケネス・フリント
ケネス・フリント（英語: Kenneth C. Flint, 1947年6月23日生）はアメリカのファンタジー小説家。Casey Flynnというペンネームも使用している。
日本ではシー・シリーズの第一巻 The Riders of the Sidhe（妖精の騎手たち）が『エリン戦記1 デ・ダナンの騎士』として翻訳された。

## 経歴
ネブラスカ州オマハ在住。
ネブラスカ大学オマハ校において、文芸およびその技法について六年間教鞭を執り、その後にプラッツマス高校の英語主任を務める。1986年、フルタイムの小説家となるために教職を辞す。
彼の作品は、アイルランドの神話・伝説に基づくものか、独自の創作であってもアイルランド神話から着想を得たものや登場人物を借用したものが大部分を占める。彼の最初期の、そしてもっともよく知られた作品群は、アイルランドの伝説において最も重要な人物のうち、ルー、クー・フーリン、フィン・マックールの三人を中心に展開する。近年ではスター・ウォーズの短編小説を二編、歴史小説である On Earth's Remotest Bounds: Year One: Blood and Water を執筆した。後者は続刊が予定されている。

## 著作

### フィンマックール・シリーズ
1. Challenge of the Clans (1986) Bantam Doubleday, ISBN 0-553-25553-3
2. Storm Shield (1986) Bantam Doubleday, ISBN 0-553-26191-6
3. The Dark Druid (1987) Bantam Books, ISBN 0-553-26715-9

### ゴッズオブアイルランド・シリーズ
ペンネーム Casey Flynn により執筆。
1. Most Ancient Song (1991)
2. The Enchanted Isles (1991)

### シー・シリーズ
1. The Riders of the Sidhe (1984) Bantam, ISBN 0-553-26606-3
2. Champions of the Sidhe (1985) Bantam Books, ISBN 0-553-24543-0
3. Master of the Sidhe (1985) Spectra Books, ISBN 0-553-25261-5

### 小説
- A Storm Upon Ulster (1981) Bantam Books, ISBN 0-553-24710-7, a.k.a. The Hound of Culain
- Isle of Destiny (1988) Bantam Books, ISBN 0-553-27544-5
- Cromm (1989) Doubleday, ISBN 0-385-26749-5
- Otherworld (1991) Bantam Doubleday, ISBN 0-553-29415-6
- Legends Reborn (1992) Bantam USA, ISBN 0-553-29919-0
- The Darkening Flood (1994) Bantam USA, ISBN 0-553-57163-X
- On Earth's Remotest Bounds: Year One: Blood and Water (2004) iUniverse.com, ISBN 0-595-32059-7

### 短編
- "Doctor Death: The Tale of Dr. Evanzan and Ponda Baba" in Star Wars: Tales From The Mos Eisley Cantina (1995)
- "Old Friends: Ephant Mon's Tale" in Star Wars: Tales From Jabba's Palace (1996)